# Nguyễn Văn Chương (chính khách)
Nguyễn Văn Chương (sinh ngày 2 tháng 9 năm 1950) là một chính khách người Việt Nam. Ông là đại biểu quốc hội Việt Nam khóa XIV nhiệm kì 2016-2021, thuộc đoàn đại biểu quốc hội Thành phố Hồ Chí Minh. Ông đã trúng cử đại biểu quốc hội năm 2016 ở đơn vị bầu cử số 5, Thành phố Hồ Chí Minh (gồm quận Tân Bình và quận Tân Phú) với tỉ lệ 59,50% số phiếu. Ông hiện là Phó bí thư Đảng đoàn, Bí thư Đảng ủy, Chủ tịch Hội Cựu chiến binh Thành phố Hồ Chí Minh.

## Xuất thân
Nguyễn Văn Chương sinh ngày 2 tháng 9 năm 1950 quê quán ở xã Bình Trị Đông, huyện Bình Chánh, nay là phường Bình Trị Đông, quận Bình Tân, Thành phố Hồ Chí Minh.
Năm 1968 khi giai đoạn nổi dậy Mậu Thân đang cao trào, các đơn vị Quân Giải phóng miền nam chiến đấu xung quanh đô thị Sài Gòn bị tổn thất lớn. Ông khi vừa 18 tuổi đã tòng quân bổ sung lực lượng. Sau cao điểm cuộc tấn công, đơn vị của ông rút về vùng ven dưỡng quân và củng cố lực lượng. Năm 1969, ông được cử đi học chính trị quân đội, kết thúc khoá học ông được kết nạp Đảng, rồi quay về đơn vị (lúc này tạm thời phân tán) làm chính trị viên. Năm 1975, trung đoàn Gia Định được tái lập, ông tham gia chiến dịch Hồ Chí Minh, thuộc phân khu Sài Gòn - Gia Định.
Sau chiến tranh, ông tiếp tục binh nghiệp, phục vụ ở Bộ Chỉ huy Quân sự Thành phố Hồ Chí Minh. Ông trưởng thành từ các vị trí trợ lý lên trưởng phòng, rồi sĩ quan cao cấp tại Phòng Chính trị Bộ Chỉ huy Quân sự Thành phố Hồ Chí Minh và sau đó là Cục Chính trị Quân khu 7. Sau này, ông đảm nhân các chức vụ lãnh đạo chính trị của Quân khu như Chủ nhiệm Chính trị Quân khu 7 (2003 - 2007), Phó Chính ủy Quân khu 7 đầu tiên (2007 - 2010). Ông được thụ phong hàm thiếu tướng trước khi đảm nhận vị trí Chủ tịch hội Cựu chiến binh Thành phố Hồ Chí Minh.
Ông hiện cư trú ở Số 652/47, đường Cộng Hòa, phường 13, quận Tân Bình, Thành phố Hồ Chí Minh.

## Giáo dục
- Giáo dục phổ thông: 10/10
- Đại học Khoa học xã hội và Nhân văn chuyên ngành Quản lý nhà nước
- Cao cấp lí luận chính trị

## Sự nghiệp
Ông gia nhập Đảng Cộng sản Việt Nam vào ngày 18/4/1969.